# Étienne Claude Chevreau
Pour les articles homonymes, voir Chevreau (homonymie).
Étienne Claude Chevreau est un administrateur colonial français de la deuxième moitié du XVIIIe siècle né le 16 mars 1730 à Paris, et mort noyé dans la même ville probablement le 25 mai 1786 . 

## Biographie
Il est le fils de Claude Chevreau (1693-1754) et de Jeanne Christine Hallot (†1790).
Il entre dans l'administration de la marine en 1750. Il est nommé commissaire de la marine à l'Isle de France le 24 juin 1766. Il arrive sur l'île le 29 mai 1767 à bord du Saint-Louis, vaisseau de la Compagnie française des Indes orientales. Il est alors chargé de la « partie des troupes et de l'hôpital ». Il est sous les ordres directs de l'intendant Pierre Poivre dont il devient l'ami. Il a des difficultés dans la gestion de l'hôpital dues à des oppositions du médecin Bourdier et du chirurgien Dazille qui sont des proches du gouverneur général des Mascareignes, Jean-Daniel Dumas.
Son frère Jean Chevreau de Monlehu (1736-1774) arrive sur l'île le 19 mai 1768 à bord du Berryer. Il a été employé par la Compagnie des Indes orientales à Pondichéry.
Ayant demandé un congé, il embarque sur le Marquis de Castrie le 6 février 1770 pour Lorient où il arrive le 18 juin 1770. Pierre Poivre lui a demandé de rendre compte de l'état de la colonie au ministre. Il est remplacé à son poste par le sieur Bailly.
En mars 1771 il est affecté au port de Lorient, sous les ordres de M. Choquet, commissaire général de la marine, ordonnateur du port. Il est affecté à Brest en juin 1773, puis de nouveau à Lorient le 1er janvier 1775.
Il quitte Lorient avec la Consolante et l' Iphygénie le 26 mars 1776. Il inspecte Gorée et arrive à Madagascar le 21 septembre où il inspecte la colonie naissante de Madagascar et doit enquêter sur les faits de Maurice Beniowski.
Il est nommé ordonnateur à Pondichéry en 1776 et y arrive au début de 1777. La France a signé un traité d'alliance avec les États-Unis le 6 février 1776, pendant la guerre d'indépendance des États-Unis. Les Anglais établis en Inde décident de s'emparer des établissements français dans l'Inde. Ils ont pris successivement Chandernagor, Karikal, faits prisonniers les chefs des loges de  Mazulipatam, de Yanaon, de Surate et ont commencé les hostilités contre Pondichéry en juin 1778 sans déclaration de guerre. La ville est alors ouverte et sans fortifications. Sous la direction du gouverneur de Pondichéry, Guillaume Léonard de Bellecombe, en un mois, 5 000 ouvriers creusent des fossés, les remparts sont construits ainsi que les bastion pour mettre en défense la ville. Une pluie importante a rempli les fossés. Pour augmenter le nombre de navires français, Guillaume Léonard de Bellecombe et Étienne Claude Chevreau ont signé un ordre de réquisition du bateau le Sartine le 3 août 1778. Le 8 août, une armée britannique près de 20 000 hommes commandées par le général Hector Munro s'établissent à une lieue de Pondichéry et commencent le siège de Pondichéry. On se bat en mer. L'attaque de la ville commence le 1er septembre. Laissée sans secours, la ville capitule le 15 octobre. 
Étienne Claude Chevreau revient à l'Isle de France le 8 octobre 1779.
Le 7 février 1780, il est nommé commissaire général ordonnateur des Isle de France et de Bourbon , poste qu'il refuse et repart en France le 19 avril 1780.
Il est nommé Intendant des îles de France et de Bourbon le 4 juillet 1781 en remplacement de Denis-Nicolas Foucault qui avait été nommé à cette fonction le 17 novembre 1777. Pendant son administration, on construit La  Chaussée à Port-Louis, en 1782, et on met en place une cour spéciale chargée de juger marins et commerçants coupables d'avoir gêné le ravitaillement de l'île, le 21 janvier 1783.
Il est compromis dans le scandale de la banqueroute du sieur Paul d’Arifat qui ruine l’Isle de France avec une dette de 18 millions de livres. Elle a entraîné la ruine de Le  Roux de Cinq Noyers, trésorier des Invalides de la Marine, qui s'est suicidé en laissant la Caisse des invalides complètement vide. Une dépêche ministérielle du 19 août 1784 met fin à ses fonctions. Une autre du 29 juillet 1785 met fin à ses fonctions en précisant « sur le champ et sans délai ». Il est rappelé en France pour s'expliquer sur cette banqueroute qui aurait entraîné une perte de 3 millions de livres pour le roi.
Il est remplacé par Augustin-François Motais de Narbonne le 12 octobre 1785. Il débarque au port de Brest le 20 mars 1786. À son arrivée au ministère, suspecté de concussion, il est traité de fripon.
Il est mort à Paris, probablement le 25 mai 1786, découvert noyé, peut-être suicidé n'ayant pas supporté d'être insulté.

## Famille
Il s'est marié le 6 décembre 1774 avec Éisabeth Laurence Charlotte Noblet du Penhoët (1755-1832) :
- Ange Étienne Félix Chevreau (1783- )
- Victoire Alexandrine Louise Chevreau (1786- )

## Sources
- Pierre Poivre : Note biographique sur Etienne Claude Chevreau (1730-1786). En poste à l’Isle de France : Officier d’administration (1767-1770) & Intendant (1781-1785)
- Archives nationales d'Outre-mer : Chevreau, Étienne Claude (cité en 1750-1785)